# La Y Griega, Guerrero
La Y Griega är en ort i Mexiko.   Den ligger i kommunen Atoyac de Álvarez och delstaten Guerrero, i den södra delen av landet, 290 km sydväst om huvudstaden Mexico City. La Y Griega ligger 29 meter över havet och antalet invånare är 924.
Terrängen runt La Y Griega är varierad. Runt La Y Griega är det ganska glesbefolkat, med 50 invånare per kvadratkilometer. Närmaste större samhälle är Atoyac de Álvarez, 4,6 km norr om La Y Griega. Omgivningarna runt La Y Griega är en mosaik av jordbruksmark och naturlig växtlighet.